# 파드마 슈리

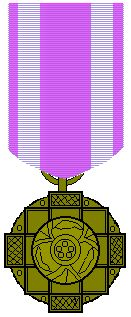

파드마 슈리(Padma Shri)는 인도의 훈장이다. 민간인에게 수훈하는 훈장으로는 4번째 격식을 가진다. 1954년 1월 2일에 제정된 이 훈장은 "예술, 교육, 산업, 문학, 과학, 연기, 의학, 사회 서비스, 공공 업무를 포함한 다양한 활동 영역에서 탁월한 공헌"을 인정받아 수여한다. 매년 공화국의 날에 인도 정부에서 수여한다.